# Давос (хоккейный клуб)
«Даво́с» (нем. HC Davos) — хоккейный клуб из швейцарского города Давос. Выступает в Швейцарской национальной лиге, которую выигрывал 31 раз — чаще, чем любой другой клуб. Организует турнир на Кубок Шпенглера.

## Достижения
- Швейцарская национальная лига
  - Победитель: 31 (1926, 1927, 1929, 1930, 1931, 1932, 1933, 1934, 1935, 1937, 1938, 1939, 1941, 1942, 1943, 1944, 1945, 1946, 1947, 1948, 1950, 1958, 1960, 1984, 1985, 2002, 2005, 2007, 2009, 2011, 2015)
- Кубок Шпенглера
  - Победитель: 15 (1927, 1933, 1936, 1938, 1941, 1942, 1943, 1951, 1957, 1958, 2000, 2001, 2004, 2006, 2011, 2023)